# Morta è la città
Morta è la città è il secondo singolo estratto dall'album Buena suerte di Pino Scotto. Il titolo richiama un'opera pittorica di Norman Zoia che ha anche firmato il pezzo insieme allo stesso Scotto e a Steve Volta.
Tra i musicisti che eseguono il pezzo spiccano le doti soliste del chitarrista ex Europe, Kee Marcello e il brano presenta una critica alla società ed al mondo moderno, con un video che termina con Scotto che spara al televisore di fronte a lui.

## Formazione
- Pino Scotto - voce
- Kee Marcello - chitarra elettrica
- Marco Di Salvia - batteria
- Fran Kopo - basso
- Steve Volta - chitarra e cori